# カルツォーネ

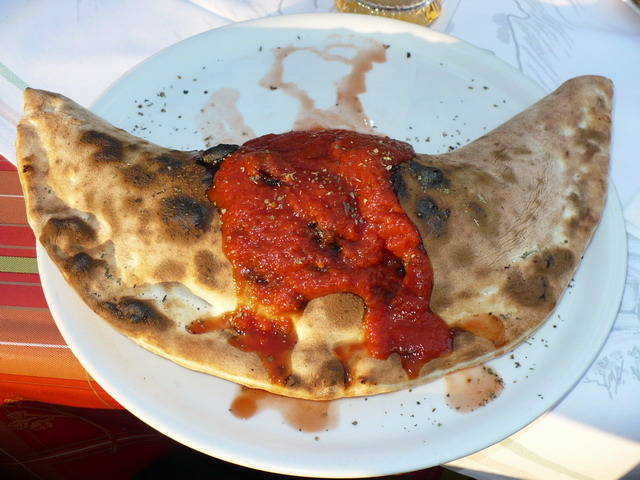
カルツォーネ

カルツォーネ（伊: calzone、「ストッキング」または「ズボン」の意味）は、イタリアのターンオーバー（両面焼きペイストリー）である。ピザと同様の材料で作られ、三日月型に折りたたんで調理する。カルツォーネのフィリングはトマトとモッツァレッラが定番であり、他に一般的なピザのトッピングの材料も使われる。

## 発音
イタリア語のcalzoneはイタリア語発音: [kalˈtsoːne]という3つの音節に分けられる。英語の発音は大きく変化し、イギリスでは英語発音: [kælˈtsoʊni]（カルツォーニ）または/kælˈzoʊni/（カルゾーニ）、アメリカでは英語発音: [kælˈzoʊni]（カルゾーニ）、/kælˈzoʊneɪ/（カルゾーネイ）、または/kælˈzoʊn/（カルゾーン）である。

## 各地域のカルツォーネ

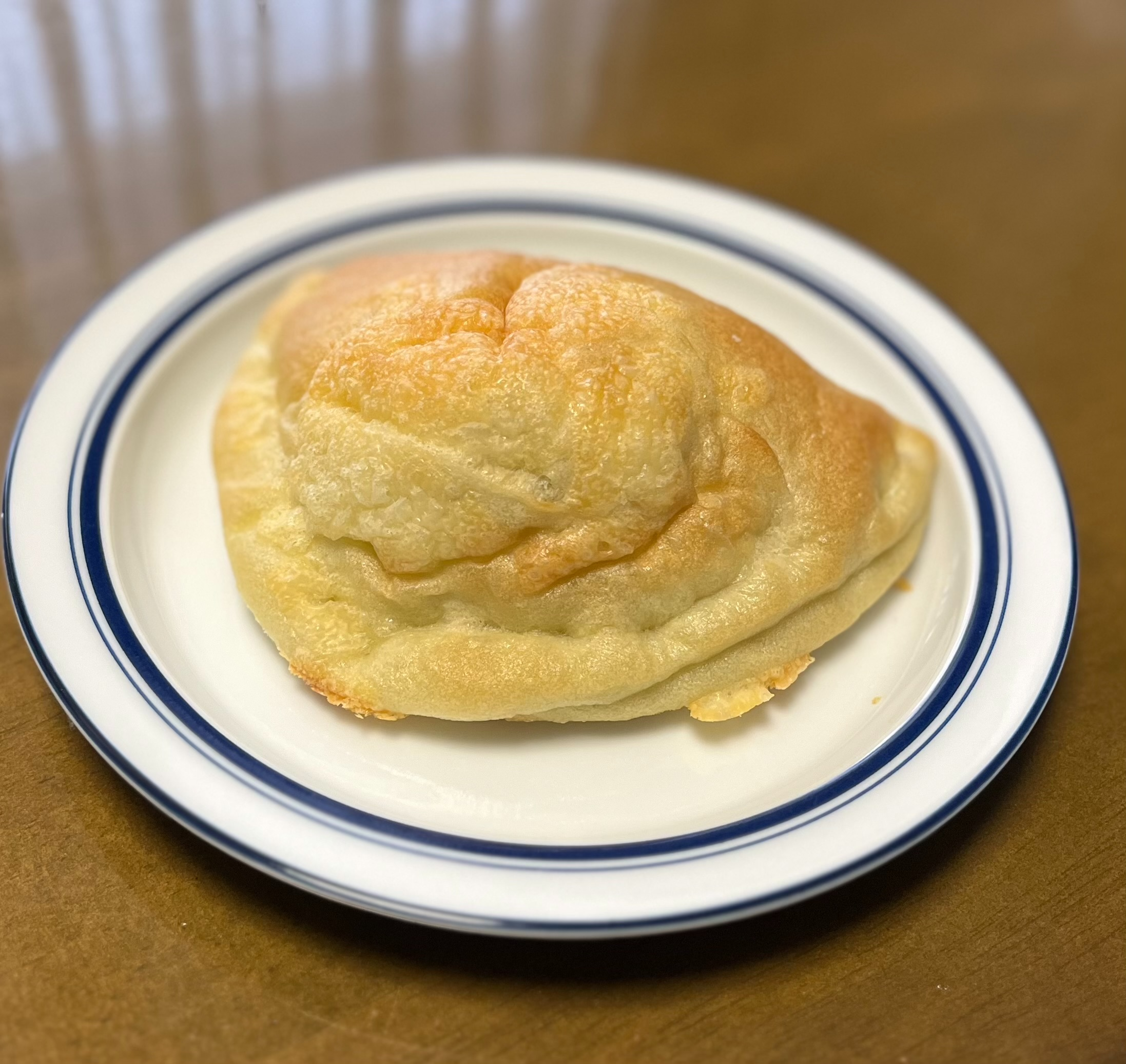
ほうれん草とベーコンとチーズのカルツォーネ

イタリアのカウンター形式の小さな食堂や街頭の屋台では、立ったまま、あるいは歩きながら食べやすいようにサンドイッチ大のカルツォーネが販売されている。マルケ州では、小さなクッキー程の大きさの甘いカルツォーネが名物である。プッリャ州の揚げたカルツォーネは、フィリングがトマトとモッツァレッラチーズであり、パンツェロッティ (panzarotti) と呼ばれる。
カルツォーネには、"cuddiruni"や"cudduruni"と呼ばれるシチリアのピザとの関連が見受けられる。cuddiruni（cudduruni）のフィリングはタマネギやジャガイモ、ブロッコリーといった野菜、アンチョビ、オリーブ、チーズ、モルタデッラであり、延ばしたピザ生地でフィリングを折り包んで縁を編み込んだ後に揚げる。

### アメリカ合衆国のカルツォーネ
アメリカ合衆国では、カルツォーネはピザ生地で作り、チーズ、ハム、サラミ、野菜等様々なフィリングを詰める。チーズは通常モッツァレッラチーズ、リコッタであるがパルメザン、プロヴォローネ（または地域の代用チーズ）も使われる。通常はディップにマリナーラソースを添えて、またはニンニクとパセリ入りのオリーブ・オイルをかけて供される。生地を折り畳み縁を閉じ、塩味をつけてオーブンで焼く。
カルツォーネはストロンボリと類似しているが、別の伝統を持つ料理である。これら主要な相違は材料であると、一般に誤解されている。実際は材料はシェフの裁量である。ストロンボリのほとんどはロール状に巻かれるが、カルツォーネのように調理されるストロンボリもある。唯一の相違はカルツォーネがソースを別に添えて供されるが、ストロンボリは折り畳んだ生地の中にソース入りで供されることである。
コネチカット州ミドルタウンでは、スカッチャータ (scacciata) がレストランのメニューにある。カルツォーネと似ているが、フィリングはブロッコリー、ホウレンソウ、ジャガイモ、タマネギで、ソーセージ入りの場合もある。スカッチャータはミドルタウン北部のシチリア移民の家庭で、かつては定番として調理されていた。

### イギリスのカルツォーネ
スコットランドのケバブ店で人気の料理となったカルツォーネの具は、ドネルケバブ、チキンティッカ、串焼きケバブ、または全部であり、香辛料の効いたタマネギ（通常パーパド付き）を添えて供される。客の目の前で小量のウイスキーをフランベして供することで知られている。

### アルゼンチンのカルツォーネ
アルゼンチンは、19世紀に660万人のヨーロッパ人を移民として受け入れ、そのうち60％は主にイタリア人だったと推定されている。イタリアからの移民は、アルゼンチンの食文化に多大な影響を与えてきた。
アルゼンチンのカルツォーネは、一般的に大きなサイズのピザ生地を焼き上げたものである。フィリングはソーセージ、チーズ、野菜、肉、キノコやハート・オブ・パームなど様々である。アルゼンチンは畜産が盛んな国であるため、特に肉類のフィリングが充実している。
ハムとモッツァレラチーズのカルツォーネが定番であり、トマトや赤ピーマンが入っている場合もある。ほうれん草のホワイトソース添えも。 カラブリアのカルツォーネやカプリッセなど、イタリアの伝統に基づいた品種があります。 カラブレッサにはモッツァレラ、サラミ、赤ピーマンが入っています。 そして、モッツァレラ、トマト、フレッシュバジルカプリッセ。 モッツァレラチーズやサルサゴルフ (マヨネーズ、ケチャップ、マスタードをひとつまみ混ぜたときのような典型的なアルゼンチンのソース) を添えたパームハートのカルツォーネなどの地元の品種もあり、ハムや赤ピーマンが含まれる場合もあります。
アルゼンチンのカルツォーネは、家で食べる典型的な宅配料理です。 そのため、その大きさのために街中で見つけるのは難しいかもしれません。